# Tim Parnell
Reginald Harold Haslam Parnell (25 de junho de 1932 – 5 de abril de 2017) foi um automobilista britânico nascido na Inglaterra que participou de 4 Grandes Prêmios de Fórmula 1 entre 1959, 1961 e 1963. É filho do também automobilista Reg Parnell.